# Gib mich die Kirsche! – Die 1. deutsche Fußballrolle
Gib mich die Kirsche! – Die 1. deutsche Fußballrolle ist ein dokumentarischer Fußballfilm aus dem Jahr 2004 von Oliver Gieth und Peter Hüls.

## Inhalt
Anhand von Bilddokumenten und Radiobeiträgen aus den Archiven von Sendern und Vereinen wird das erste Jahrzehnt des Profifußballs in Westdeutschland von der Gründung der Fußball-Bundesliga 1963 bis zum Gewinn der Fußball-Weltmeisterschaft 1974 im eigenen Land dargestellt. Der Film präsentiert das Bildmaterial (welches teilweise auch in Schwarz-Weiß vorliegt) ohne durchgehende Handlung oder eigene Kommentierung, sondern lässt die Aneinanderreihung von Szenen für sich sprechen.
Gezeigt werden teils skurrile TV-Auftritte, Interviews, Ausschnitte aus Spielübertragungen und Sportreportagen, Filme über das Privatleben der damaligen Fußballer und Berichte über Fans. Dadurch wird der tiefgreifende Wandel der einst lokal verwurzelten Fußballkultur und die Kommerzialisierung des Sports deutlich, in dessen Folge Sport-Ereignisse zu Veranstaltungen der Unterhaltungsindustrie wurden. Auch der erste Bundesliga-Skandal zeigt die Schattenseiten auf. Zur Erheiterung trägt der Film durch die Gegenüberstellung damaliger Aussagen mit der Gegenwart bei. So erklärte Franz Beckenbauer in Bezug auf das absehbare Ende seiner aktiven Spielerlaufbahn: „Mit Fußball möchte ich später nichts mehr zu tun haben.“

## Hintergrund
- Der grammatikalisch inkorrekte Titel „Gib mich die Kirsche“ basiert auf der im Volksmund verbreiteten Anekdote, Lothar Emmerich hätte 1966 bei Borussia Dortmund mit diesen Worten Mitspieler dazu aufgerufen, ihm den Ball zuzuspielen. Die Filmemacher betonten allerdings, dass keine tatsächlichen Belege für diese Legende existieren.
- Der Film entstand über einen Zeitraum von 10 Jahren, wobei die Filmemacher zweieinhalb Jahre lang über 1.000 Fußballfilme und -beiträge sichteten und dreieinhalb Jahre am Schnitt arbeiteten. Die restlichen vier Jahre benötigten die Rechte-Recherche und -Freigabe sowie die Bemühungen den Film ins Kino zu bringen.
- Die Uraufführung fand am 28. September 2004 auf dem Filmfest Hamburg statt. Seinen Kinostart hatte der Film in Deutschland erst rund zwei Jahre später am 1. Juni 2006.
- Im Abspann wird der Film Reinhard Libuda und Werner Kohlmeyer gewidmet.

## Kritiken
„Der Film ist vor allem eine dem Spaß- und Lustprinzip verpflichtete Sammlung zumeist bekannter Szenen und strebt keine analytische Tiefe an, verdeutlicht aber indirekt durchaus den Wandel der Spieler vom Straßenkicker zum heutigen Star.“

„Als Fussball noch komisch sein konnte.“

„Eine Fülle von Impressionen, aber nicht unbedingt ein Dokumentarfilm.“

„Wer mag, kann die peinlichen Bilder von damals auch als Kommentar der Regisseure zum Weltmeisterschaftsspektakel von heute verstehen.“

„Dass heute Kickertalente Millionensummen kassieren können, das hängt entscheidend mit der Einführung der Bundesliga im Jahr 1963 zusammen. Seit jenem Jahr hat sich der Fußball zu dem weit verzweigten Geschäft entwickelt, das er ist. […] Was noch schwerer wiegt: Die Distanz zwischen den Akteuren und den Fans ist inzwischen riesengroß geworden. Das Leben der einen ist weit weg vom Alltag der anderen.“

„‚Gib mich die Kirsche!‘ ist vor allem ein nostalgischer und sehr komischer Rückblick auf eine untergegangene Fußballkultur. […] Fußball ist noch kein Geschäft, sondern höchstens ein Beruf. […] Im Grunde lacht man hier ständig über Dinge, die überhaupt nicht lustig sind. Man will den Fußball wieder so wie früher, ohne den Kommerz und das Riesenspektakel.“

„Die beiden Filmemacher müssen mehr Archive ausgewertet haben als Guido Knopp. Sie haben jedenfalls eine Menge sehr interessanten Materials gefunden und es ziemlich intelligent montiert. […] ‚Gib mich die Kirsche!‘ ist nicht ganz ernst gemeint, nimmt aber seinen Gegenstand ernst genug.“